# Dictionnaire égoïste de la littérature française
Le Dictionnaire égoïste de la littérature française est un livre de Charles Dantzig publié le 7 septembre 2005 aux éditions Grasset et ayant obtenu le Prix Décembre la même année. L'ouvrage est un mélange de notices sur des auteurs, des œuvres, des personnages de fiction ou des notions de littérature. Classés par ordre alphabétique, ces articles suivent néanmoins un ordre propre au tempérament ou au rythme de l'auteur[réf. nécessaire], à une vision personnelle de la littérature.

## Présentation
L'ouvrage serait né du rêve de l'auteur de rédiger un dictionnaire de littérature entièrement original qui donnerait un point de vue personnel sur la littérature. il représente un essai d'un genre tout nouveau, qui permet à Charles Dantzig d'exprimer son point de vue égoïste ou « égotiste » (l'expérience de la lecture est aussi un portrait en creux du lecteur Dantzig), tout en lui conférant un ordre ou un classement qui sorte des cartographies classiques de la littérature scolaire. Charles Dantzig prend donc le parti de dépayser le lecteur, de le dépêtrer de ses habitudes et de ses préjugés les plus enracinés, par exemple en renversant, selon son point de vue subjectif, les statues les plus intouchables de l'histoire littéraire (par exemple Paul Claudel, Louis Ferdinand Céline), ou en élevant, à l'inverse, des auteurs moins connus ou « mineurs » à l'égal des plus grands (comme Marcel Schwob). Il ne s'agit pas non plus d'une théorie générale de la littérature : le propos est subjectif et se revendique comme tel, mais il permet à Charles Dantzig d'exprimer ses conceptions en réfutant l'autorité scolaire ou universitaire[réf. nécessaire] qui confère d'ordinaire leur valeur aux « chefs-d'œuvre »[réf. nécessaire], et en donnant la première place au style et à la forme. « Egoïste », par antiphrase, ce livre d’apparence « capricieuse » (un autre mot de l’auteur de l'Encyclopédie capricieuse du tout et du rien) est sous-tendu par une conception originale de la littérature qui place « la pensée au-dessus de l’idée, la forme au-dessus du sujet »[réf. nécessaire], dans la mesure où « la littérature est un combat de la forme et de l’informe »[réf. nécessaire].

## Éditions
- Dictionnaire égoïste de la littérature française, éditions Grasset, 2005  (ISBN 2246634318).